# بندبندشدگی

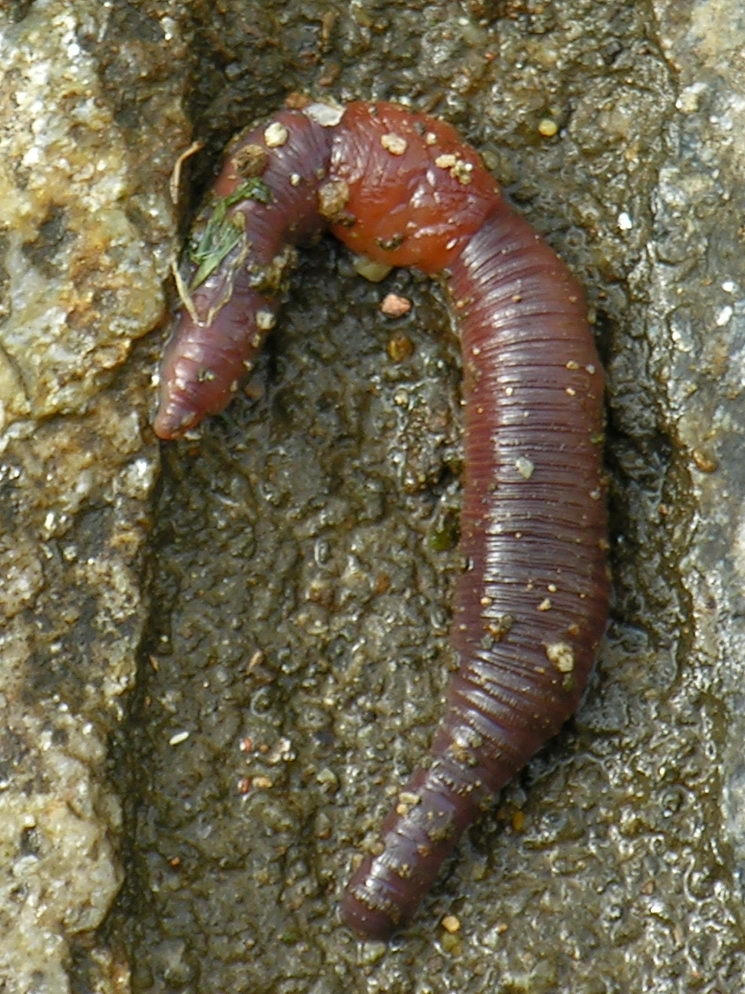
کرم‌های خاکی از شناخته‌شده‌ترین جاندارانی هستند که بدن آن‌ها بندبند است.

در زیست‌شناسی، تکرار پشت سر هم قطعات شبیه به هم بدن در طول محور طولی بدن جانور را بندبندشدگی یا متامریسم (انگلیسی: Metamerism) می‌گویند.
بندبندشدگی تنها در سه شاخه جانوری کرم‌های حلقوی، بندپایان و مهره‌داران یافت می‌شود. در این جانداران، قسمت‌های بدن در امتداد یک خط طولی تکرار می‌شود و به هریک از این واحدهای تکراری یک بند یا تَن‌پار (سومایت/سومیت) می‌گویند.